# Vanessa Huppenkothen
Vanessa Huppenkothen Labra (Città del Messico, 24 luglio 1984) è una modella e conduttrice televisiva messicana.

## Biografia
Nata a Città del Messico dall'ex calciatore Dieter Huppenkothen e da madre messicana, è cresciuta nella città messicana laureandosi in Relazioni Internazionali. In parallelo si è dedicata all'attività di modella. Nel 2007 ha vinto il concorso Miss Ciudad de México guadagnandosi la partecipazione al concorso Nuestra Belleza Mexico dove pur non vincendo venne notata dai produttori televisivi di Canal 4 che la scelsero come inviata sportiva del notiziario Matutino Express. In seguito è entrata a far parte della redazione sportiva di Televisa, per la quale è stata inviata alle olimpiadi di Pechino 2008.
Nel 2014 è stata inviata per Televisa ai mondiali di calcio 2014, diventando nota a livello globale per la sua avvenenza Nel marzo 2016 ha abbandonato Televisa dopo nove anni per trasferirsi a ESPN Deportes dove lavora come presentatrice per il canale SportsCenter in lingua spagnola. È inoltre stata inviata per l'emittente anche ai mondiali di calcio 2018 in Russia e ai successivi Mondiali in Qatar.